# Lázár János (író)

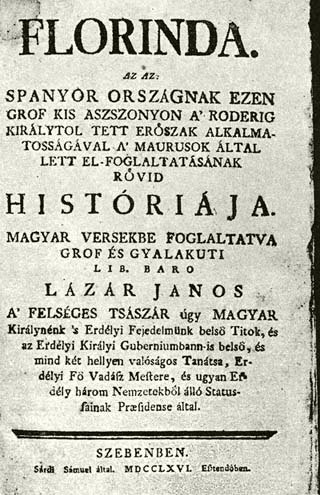
Florinda, 1766

Gróf gyalakúti Lázár János (Segesvár, 1703 – Gyulakuta, 1772. november 26.) barokk kori magyar író, fordító, főispán, erdélyi kormányszéki elnök.

## Életpályája
Lázár György és Bethlen Judit fia. 1716-ban a nagyenyedi református kollégiumban Pápai Páriz Ferenc tanítványa volt. 1719-ben fölesküdött az erdélyi kormányszékhez. 1725-ben az Apafi örökösök dolgában Bécsbe utazott. Később a marburgi egyetemre ment, ahol a híres német filozófus, Christian Wolffnak a tanítványa lett; itt sok tudóssal megismerkedett meg, akikkel hazatérése, 1731 után is levelezést folytatott. Szorgalmasan levelezett egyszersmind Erdély tudósaival és vallása püspökeivel. 1733-ban bárói címet kapott, 1736-ban az erdélyi királyi tábla ülnöke lett; 1737-ben feleségül vette gróf Teleki Katát.
Visszatérése után, 1738-ban hamis vád következtében mint Rákóczi József párthívét, a fejedelem parancsára elfogták és Szebenbe, majd a pestis kiütésekor Brassóba vitték. A rokonok és az erdélyi főkormányszék folyamodására, VI. Károly császár Medgyesen október 1-jén vizsgálatot rendelt; az irományai közt talált szkíta betűkkel írt jegyzetek ártatlanoknak bizonyultak, s így Lázárt december 23-án szabadon bocsáttatott és ülnöki hivatalát visszanyerte.
1742-ben az erdélyi országos rendek Bécsbe küldték követnek. Visszatértekor után három évig belső Szolnok megye főispánja volt. 1745-ben grófi címet kapott, 1746-ban a királyi tábla elnöke és főkormányszéki tanácsos lett. Az 1749. évi országgyűlés újra követnek küldte Bécsbe, ezúttal a székely nemzet részéről az adó tárgyában. Ugyanez évben választotta meg őt a három nemzet országos elnöknek. Az erdélyi országos rendek később az ország főkormányzóságára választották meg, de erre a hivatalra mást neveztek ki. 1758-ban meghalt neje, 1761-ben nagyobbik fia, Imre. 1764-ben, a székelyek mádéfalvi lemészárlásában mint a székelység megnyugtatására kirendelt bizottság tagja szomorú szerepe volt. 1771 körül vonult nyugalomba. Halálára a marosvásárhelyi kollégium írt gyászverseket és Kovásznai Sándor egy halotti költeményt.

## Irodalmi munkássága
Mint író különösen latin verseivel tűnt ki, melyekért hálás kortársai „erdélyi Janus Pannoniusnak” és kora Vergiliusának nevezték el.
Legnagyobb műve, a Florinda (Szeben, 1766; Pest, 1791) verses krónika. Különleges beosztású munka: négy részében verses földrajz, ötödik részében elbeszélő költemény: Florinda grófkisasszony regényes históriája. Könyvének eleje tele ismeretterjesztő részletekkel, különösen Spanyolország, Olaszország és Franciaország leírásával, ami a 18. században a földrajzi ismeretek terjesztésében sokat jelentett. Végül a szerző elmondja, hogyan foglalták el a mórok Spanyolországot 711-ben. A buja spanyol király erőszakkal magáévá teszi Julián gróf leányát, Florindát; a gróf összeesküvést szít a király ellen és segítségül hívja az afrikai mórokat; a spanyolok vereséget szenvednek, maga a király is a csatatéren marad. Lázár János az eseményeket négyesrímű tizenkettősökbe szedve beszéli el, nyelve és verselése azonban messze elmaradt mestere, Gyöngyösi István munkáitól. Forrása egy francia könyv: Voyages historiques, Brüsszel, 1704)

## Művei
- Lessus funeralis in tristi obitu illustr. dni Samuelis Köleséri de Keres-Eer, anno 1732. die 24. Decembris denati, et ejusdem mensis die penultima in templo Cibiniensium tumulati. Hely n. (költemény)
- Oratio inauguralis de intellectus et volluntatis emendatione. Quam, dum celeberrimum dominum Samuelem R. Szombati, in rectorem et professorem illustris collegii S. P. Marus-Vásárhelyensis introduceret, publice proposuit ... collegii curator suppremus in auditorio die 28. Apr. a. 1735. Claudiopoli, 1735
- Difformitas mulierum, carmine epithalamico in nuptiis dni Francisci T. Tsepregi, ad lyram amicam modulata. Ugyanott, 1737
- Descriptio et explicatio imaginum inscultarum numismati in memoriam homagii seu fidelitatis a principatu Transilvaniae erga Aug. Reginam ad d. d. Mariam Theresiam sub auspicio gloriosissimi ejusdem regiminis A. D. 1741. juramento praemissae excuso, perque Deputatos dicti Principatus ad augustam Aulam submissos sacrae suae Majestati oblato. A. 1742. Viennae (névtelenül)
- Versus mnemonici summaria et numeros titulorum operis decreti Tripartiti juris consuetudinarii regni Hungariae et principatus Transilvaniae exhibentes metrum concinnante. Cibinii, 1744
- Dona et bona corporis, animae, et fortunae. Nuper in illustr. dum viveret S. R. I. comite Michaele Teleki de Szék, regii in Transilvania gubernii consiliario, et exactoratus in Transilvania provincialis praeside conspicua; nunc occidua: et carmine amico defleta ... 1745, hely nélkül
- Okos teremtett állat: avagy a teremtett dolgoknak szemlélésekből a Teremtő Istenhez való felemelkedése az okos léleknek. (Róm. I. v. 20.) Mellyet teremtésnek rendi szerint hétnapi imádságokban szedett, és a teremtő Istennek dicséretire szentelt ... Kolozsvár, 1745
- Rövideden egybefoglalt gyermekek geographiája, ötvenkét részekre, vagy leczkékre osztatva, és ahhoz szükséges chartákkal elkészíttetve, franczia nyelven iratott Lenglet du Fresnoy által. Azután az ifjaknak hasznokra némere fordíttatott, újabban megvizsgáltatván, sok részeiben megvilágosíttatott, nem-kevés hasznos toldalékokkal megbővíttetett, és kivált a németek véle-való élésekre intézetett. Most pedig bécsi mulatásában, a magyar tanuló gyermekek, s kiváltképen maga fiának jövendő oktattatására nézve, magyar nyelven kiadott ... 1750. Szeben
- Carmen epithalamicum Gabrielis comitis de Bethlen et Josephae com. e. Khevenhüller honoribus dicatam. Uo. 1756
- Innepnapokra való isteni dicséretek, melyeket franczia nyelvből fordított. Kolozsvár, 1760
- Saltus naturae in praematura morte Emerici comitis Lázár, filii anno 1761. denati, adumbratus et carmine lugubri defletus a patre a. 1761
- Musae Transilvanico-Siculae ad fontem acidum Lövetensem ludentes. Szeben, 1762
- Opera poetica varii argumenti. Claudiopoli, 1765
- Florinda. Az az: Spanyolországnak ezen gróf kisasszonyon a Roderig királytól tett erőszak alkalmatosságával a maurusok által lett elfoglaltatásának rövid historiája. Magyar versekbe foglaltatva ... által. Szeben, 1766 (Későbbi kiadása: Pest, 1791. Florinda az az: Spanyol országnak ezen gróf kisasszony miatt lett romlása, melyel együtt Olasz, Franczia, Spanyol országokban találtató ritkaságok is leirattatnak ... által cz.)
- Külömb-külömbféle világi dolgokat és erkölcsökre szabogató magyar versek. Kibocsátotta Petki Nagy Sámuel, 1795. Hely n. (kézirata a Magyar Nemzeti Múzeumban)